# SN 2001dy
SN 2001dy – supernowa typu II odkryta 27 sierpnia 2001 roku w galaktyce M+04-40-16. W momencie odkrycia miała maksymalną jasność 18,00m.